# Zamach na Reinharda Heydricha
Zamach na Heydricha – akcja zbrojna, likwidacja protektora Czech i Moraw z ramienia III Rzeszy, SS-Obergruppenführera Reinharda Heydricha. Zamach został przeprowadzony w Pradze-Libeniu przez żołnierzy emigracyjnego rządu Czechosłowacji, w maju 1942 r., pod kryptonimem operacja Anthropoid.

## Przyczyny i przygotowania

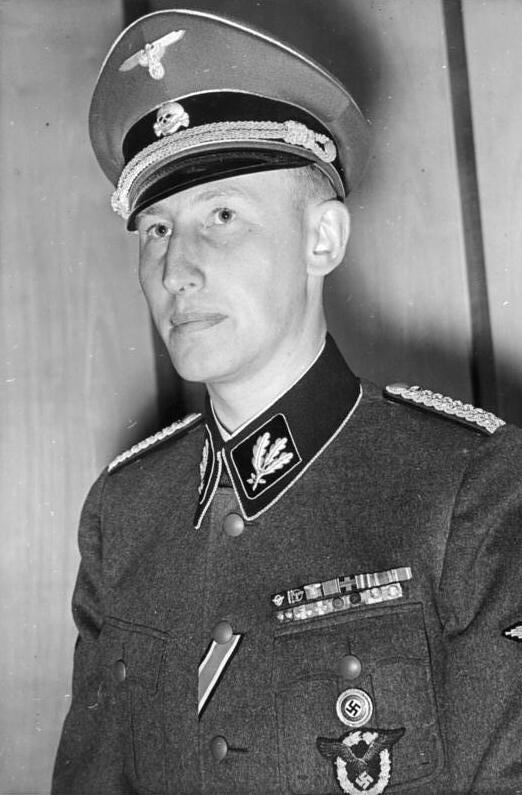
Reinhard Heydrich, 1940

23 września 1941 r. zaciekły nazista Reinhard Heydrich otrzymał nominację na protektora Czech i Moraw, aby umocnić tam panowanie III Rzeszy. Brytyjczycy unikali zamachów na hitlerowskich dostojników, ponieważ nie chcieli wywoływać niemieckich represji wobec ludności cywilnej. Jednak decyzja o zabiciu Heydricha zapadła, gdyż skutecznie zwalczał on czeską opozycję, aresztował jej członków i prawdopodobnie mógł odkryć niejawną współpracę Wilhelma Canarisa (jednego z przywódców niemieckiej opozycji antyhitlerowskiej) z Brytyjczykami. Inną z przypuszczalnych przyczyn zorganizowania zamachu był nikły sprzeciw czeskiego ruchu oporu wobec okupacji hitlerowskiej i tym samym niska pozycja polityczna Czechosłowacji w obozie aliantów.
Pomysłodawcą zamachu był František Moravec, szef czechosłowackiego wywiadu. Do akcji wyznaczono dwóch żołnierzy: Jozefa Gabčika i Karela Svobodę. W wyniku urazu czaszki, jakiego doznał Svoboda podczas szkolenia, jego miejsce zajął Jan Kubiš. Kubiš i Gabčik byli przyjaciółmi, mimo iż pierwszy był Czechem, a drugi Słowakiem. Obaj przeszli szkolenia w obozach treningowych SOE w Szkocji.
Początkowo planowano zrzucić ich do Czech między 7 a 10 października 1941 roku (w czasie nowiu umożliwiającego nocny lot) tak, aby przeprowadzili zamach 28 października, w dniu narodowego święta Czechosłowacji.
Ostatecznie zrzucono ich w nocy z 28 na 29 grudnia 1941 r. wraz z innymi grupami żołnierzy: Silver A i Silver B. Nawigator jednak pomylił Pragę z Pilznem i zamachowcy zostali zrzuceni w inne miejsce, niż planowano – w pobliżu miejscowości Nehvizdy.
Przez kilka miesięcy obserwowali Heydricha i jego otoczenie. Po rozpowszechnieniu się plotek, jakoby protektor po wizycie u Adolfa Hitlera w dniu 27 maja 1942 r. miał nie wrócić do Protektoratu Czech i Moraw, ustalono termin zamachu.

## Zamach

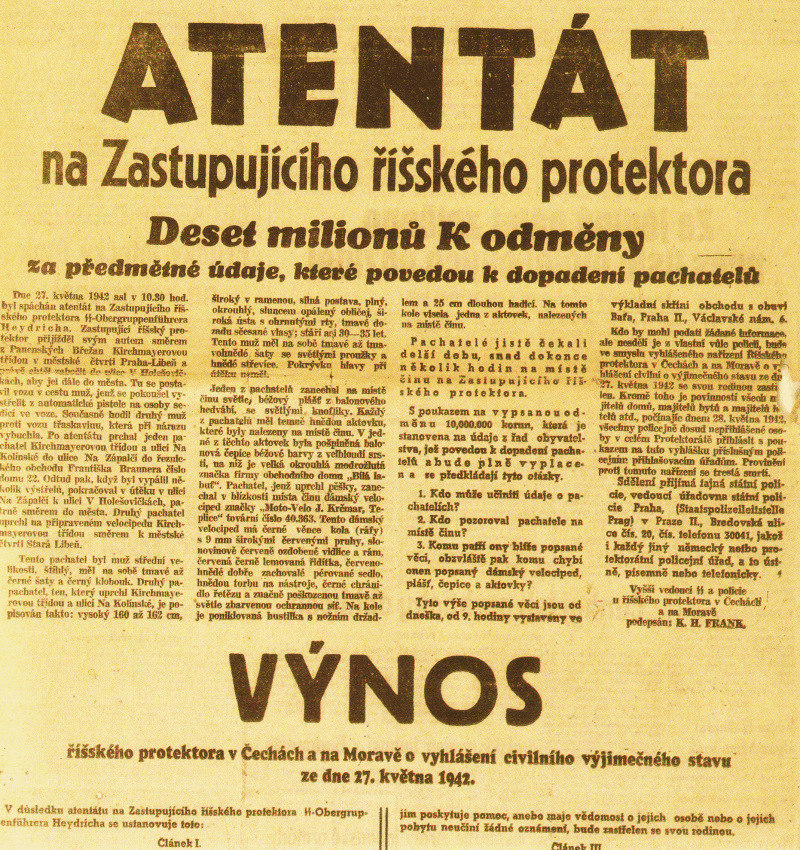
Zawiadomienie w gazecie o zamachu, 28 maja 1942

Gabčik i Kubiš podjęli decyzję o zamachu w kwietniu 1942, a 27 maja zgodnie z planem zaatakowali. Pomogło im szczęście, gdyż Heydrich czuł się na tyle bezpiecznie w Pradze, że najczęściej jeździł bez eskorty swoim mercedesem z numerami rejestracyjnymi SS-3 (co miało oznaczać, iż był trzecią osobą po Hitlerze i Himmlerze).
Gabčik miał za zadanie stanąć naprzeciw auta Heydricha i strzelić, natomiast z tyłu ubezpieczał go Kubiš.
Josef Valčík dał sygnał lusterkiem, że protektor nadjeżdża swoim mercedesem. Gabčik zgodnie z planem wbiegł na jezdnię, jednak broń zawiodła i nie wystrzeliła. Kubiš rzucił z tyłu pod samochód granat. Jego eksplozja spowodowała, że Heydrich odniósł poważną ranę w lewy bok. W jego ciało – oprócz odłamków – wbiły się drzazgi z samochodowej stolarki i kawałki końskiego włosia z tylnej kanapy. Jednocześnie adiutant protektora, Johannes Klein, rzucił się w pogoń za uciekającym Gabčikiem. W tym samym czasie Heydrich i Kubiš zaczęli strzelać do siebie nawzajem. Heydrich w ferworze walki z początku nie zauważył, że jest ciężko ranny (pęknięcie śledziony, uszkodzenie lewego płuca, przepony i ogona trzustki). Wkrótce jednak utracił siły, a Kubiš zbiegł. Obaj – Gabčik i Kubiš – uciekli w przekonaniu, iż zamach na Heydricha nie powiódł się.
Rannego protektora przewieziono do szpitala Bulovka, gdzie w obawie przed dobiciem kategorycznie odmówił, aby operował go czeski lekarz. Postanowił czekać na przybycie specjalisty z Berlina. Ponieważ jednak nie miałby szans przeżyć tak długo, zoperowali go wspólnie Josef Hohlbaum z Uniwersytetu Karola i Walter Dick, ordynator chirurgii na Bulovce. W toku zabiegu wycięli śledzionę wraz z utkwionym w niej odłamkiem granatu o wymiarach 8×8 centymetrów, zszyli pozostałe urazy narządowe, dokonali resekcji strzaskanego jedenastego żebra, dwukrotnie przeprowadzili transfuzję krwi, podali antytoksyny przeciw tężcowi i zgorzeli gazowej.
W kolejnych dniach po operacji stan Heydricha stopniowo poprawiał się, pomimo przejściowych epizodów gorączki. Pacjent przyjmował liczne wizyty rodziny i dostojników państwowych III Rzeszy. Około południa 3 czerwca zapadł jednak niespodziewanie w głęboką śpiączkę i zmarł nazajutrz o 4:30 rano, w ósmej dobie po zabiegu.
Bezpośrednia przyczyna śmierci protektora Czech i Moraw nie została bezspornie ustalona. Herwig Hamperl i Günther Weyrich z Uniwersytetu Karola, przeprowadziwszy sekcję, stwierdzili oznaki śmiertelnego zakażenia wywodzącego się z rany pooperacyjnej, ale Hamperl w latach siedemdziesiątych wycofał się z tego twierdzenia i zaprzeczył, jakoby w organizmie Heydricha dało się zaobserwować zmiany narządowe wskazujące na poważną infekcję. Obecnie za najbardziej prawdopodobną przyczynę zgonu uznaje się zatorowość płucną z ostrym sercem płucnym wywołaną przez długotrwałe unieruchomienie po zabiegu. Obalona została hipoteza, według której granat użyty w zamachu miał być zatruty toksyną botulinową.

## Konsekwencje zamachu

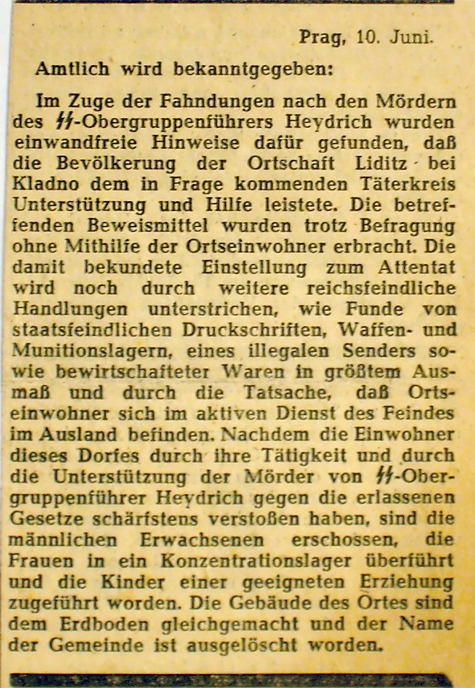
Anons w gazecie o egzekucji w Lidicach, 1942

Zamachowcy ukrywali się w domu pielęgniarki Czerwonego Krzyża i członkini ruchu oporu Marii Moravcovej (ur. 9 lipca 1898), w dzielnicy Žižkov. Zdawali sobie sprawę z zagrożenia, jakie wisiało nad rodziną Moravców, dlatego zdecydowali się ukryć w krypcie prawosławnej cerkwi katedralnej Świętych Cyryla i Metodego w praskiej dzielnicy Nowe Miasto. Moravcová została wydana przez Karela Čurdę (spadochroniarza z grupy desantowej Out Distance) i popełniła samobójstwo, połykając truciznę na oczach męża i syna podczas próby jej aresztowania przez Gestapo w nocy z 16 na 17 czerwca 1942 r. Gestapo brutalnie przesłuchiwało jej męża Aloisa Moravca (ur. 25 stycznia 1887) i syna Vlastimila (ur. 17 marca 1921), który był łącznikiem ruchu oporu. Vlastimil załamał się w śledztwie i wyjawił miejsce pobytu zamachowców. Następnie Alois i Vlastimil zostali przewiezieni do obozu koncentracyjnego Mauthausen-Gusen i zamordowani 24 października 1942.
Akcją pojmania zamachowców dowodził Heinz Panwitz. 18 czerwca 1942 r. kościół został otoczony przez niemieckich żołnierzy, SS-manów i gestapowców. Po kilkugodzinnej walce Gabčik, Valčík, Jaroslav Švarc, Jan Hrubý, Adolf Opálka i Josef Bublík popełnili samobójstwo w okrążonym kościele. Kubiš, zraniony odłamkami granatu na chórze kościoła, stracił przytomność. Zmarł w pojeździe sanitarnym w czasie transportu do szpitala.
Niemcy jeszcze tego samego dnia rozstrzelali 115 przetrzymywanych w więzieniach zakładników, w tym byłego premiera rządu czechosłowackiego Aloisa Eliaša.
Zamach na jednego z najwyższych dygnitarzy III Rzeszy był szokiem nie tylko dla aliantów, ale i dla samego Hitlera. Moralnie miał on duże znaczenie, natomiast konsekwencje, jakie dotknęły społeczeństwo protektoratu, były tragiczne. 10 czerwca SS otoczyło małą miejscowość Lidice. Rozstrzelano wszystkich 173 mężczyzn powyżej 15 roku życia, kobiety zesłano do Ravensbrück, a 82 spośród 105 dzieci zagazowano w obozie Kulmhof w Chełmnie nad Nerem; pozostałe 23 oddano do sierocińców SS ("Lebensborn"), lub przeznaczono na zniemczenie, z czego 6 zmarło, wojnę przeżyło 17. Wszystkie budynki, łącznie ze szkołą, kościołem i plebanią, polano benzyną i spalono.
24 czerwca oddział SS zniszczył drugą wieś – Ležaki. Do końca czerwca aresztowano 6 tysięcy osób, z których 3 tysiące zginęło. Aresztowano i zamordowano w obozie koncentracyjnym w Mauthausen również członków rodzin spadochroniarzy – łącznie 262 osoby.

## Zamach w kulturze

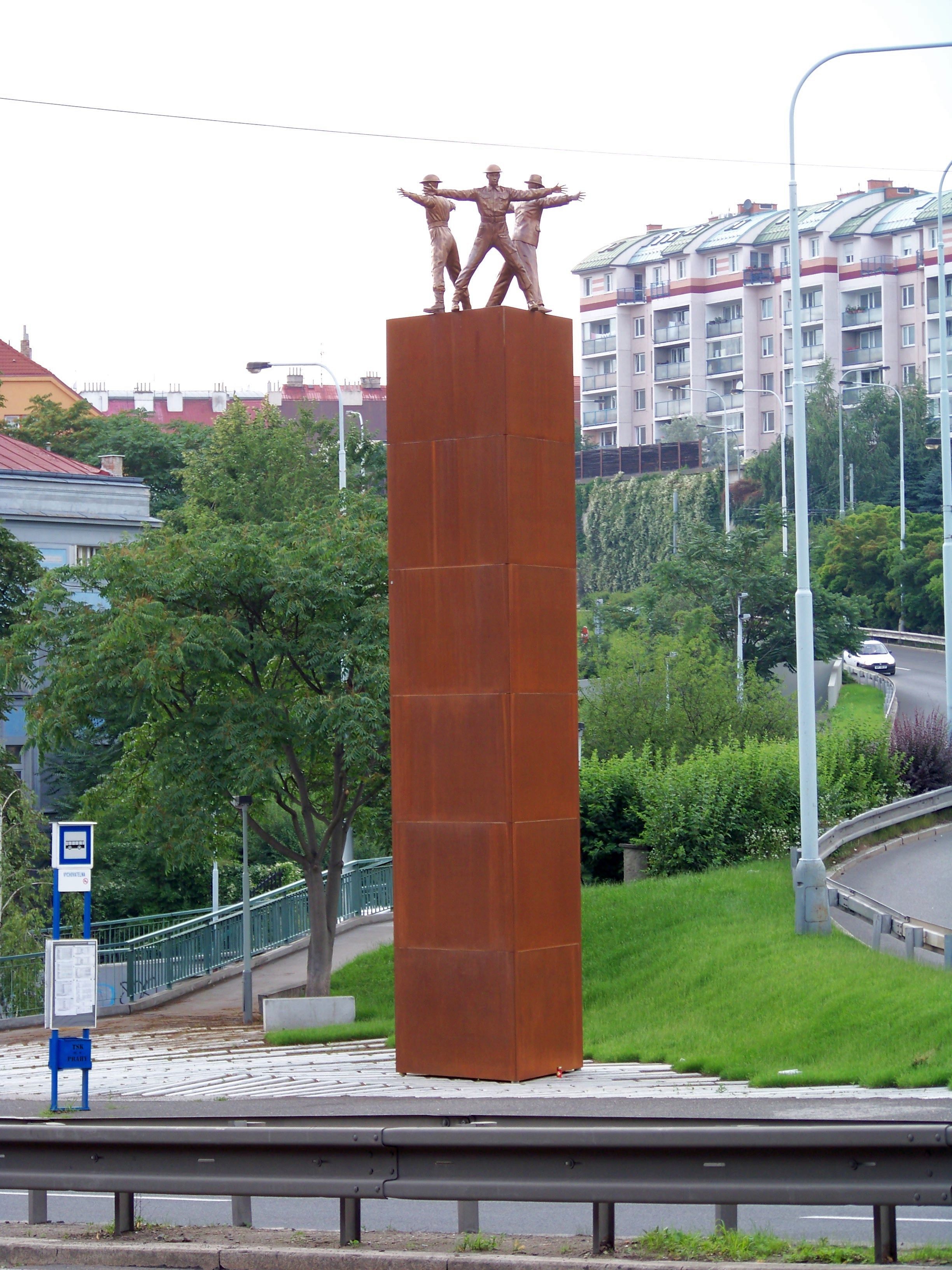
Miejsce zamachu współcześnie, z pomnikiem

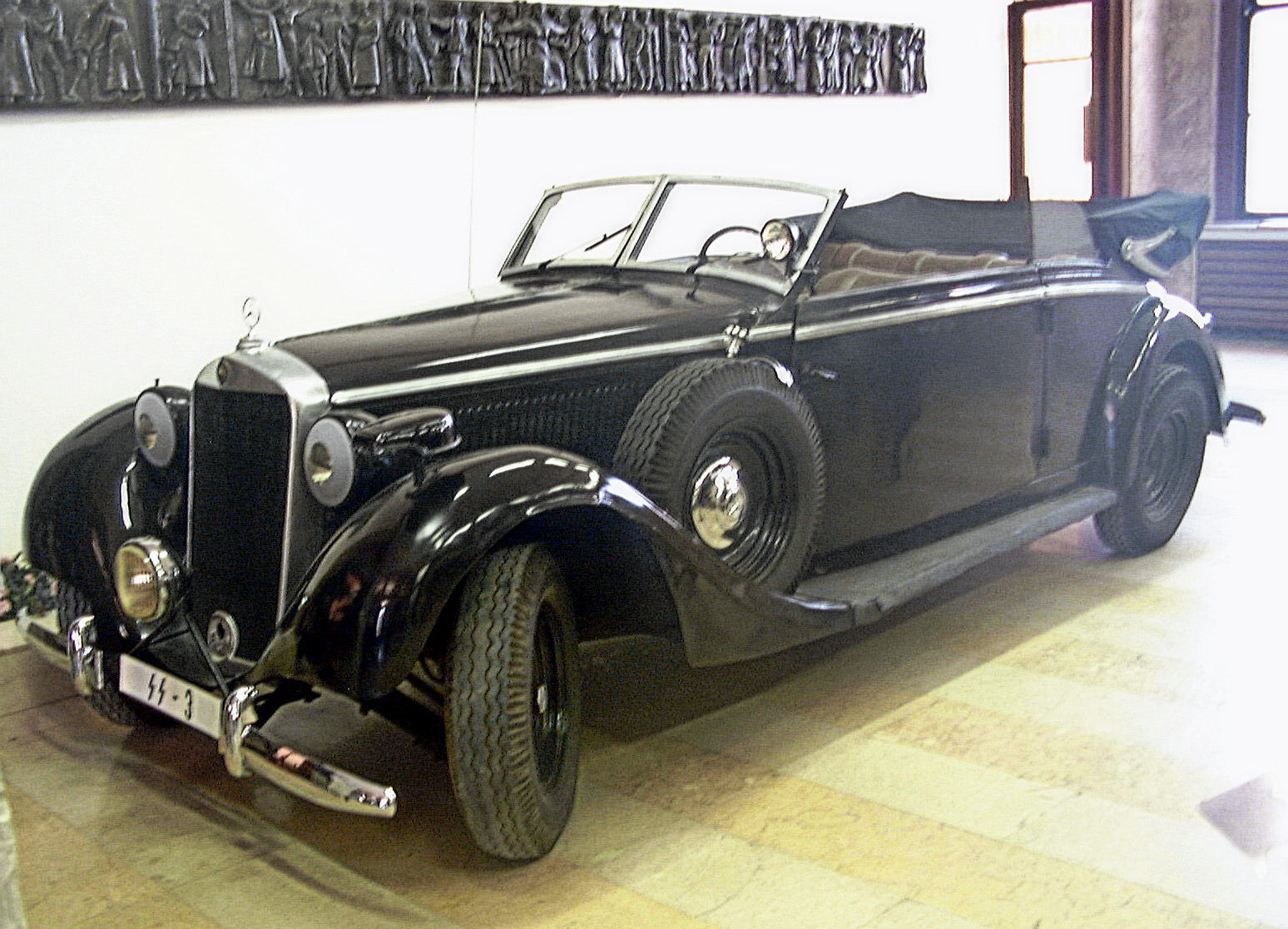
Odrestaurowany samochód Heydricha w muzeum w Pradze

Piętnastostronicowa historyjka obrazkowa Zamach  braci Saudków – Jana (scenariusz) i Karela (rysunki), opowiadająca o akcji ukazała się w 2. i 3. numerze komiksowego magazynu Relax w 1977.
Historia zamachu była tematem czterech filmów fabularnych:
- Atentat (1964)
- Operation Daybreak (1975)
- Operacja Anthropoid (2016)
- Kryptonim HHhH (2017)